# Ovoalbumina

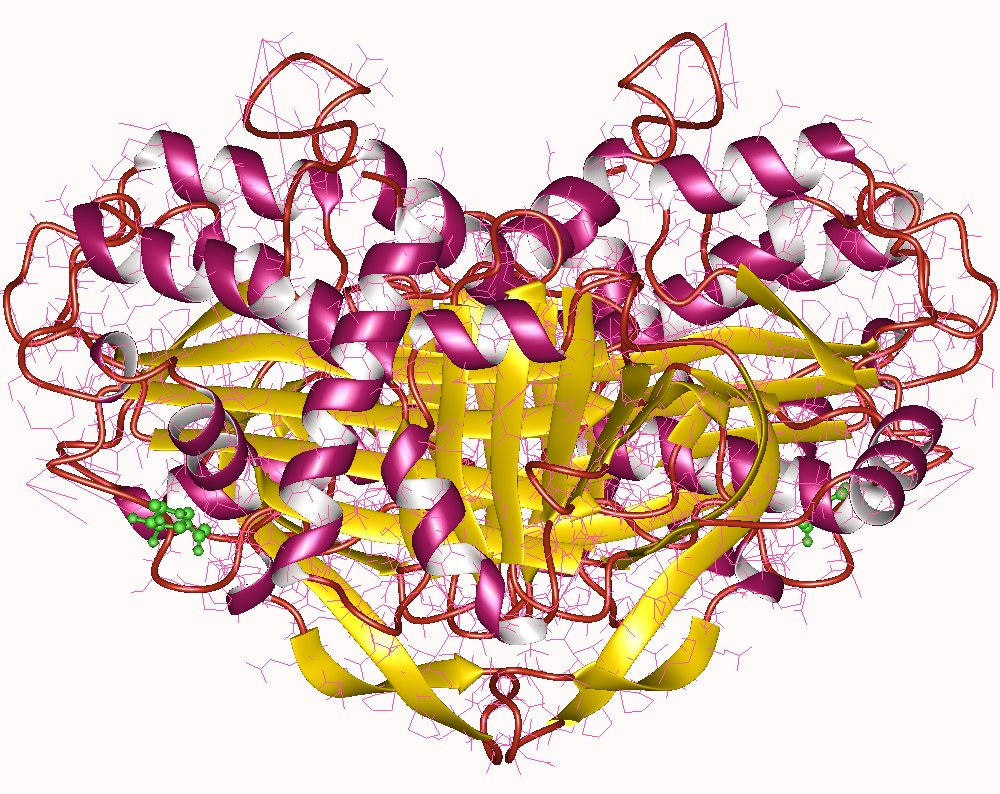
Ovalbumin homodimer, Gallus gallus

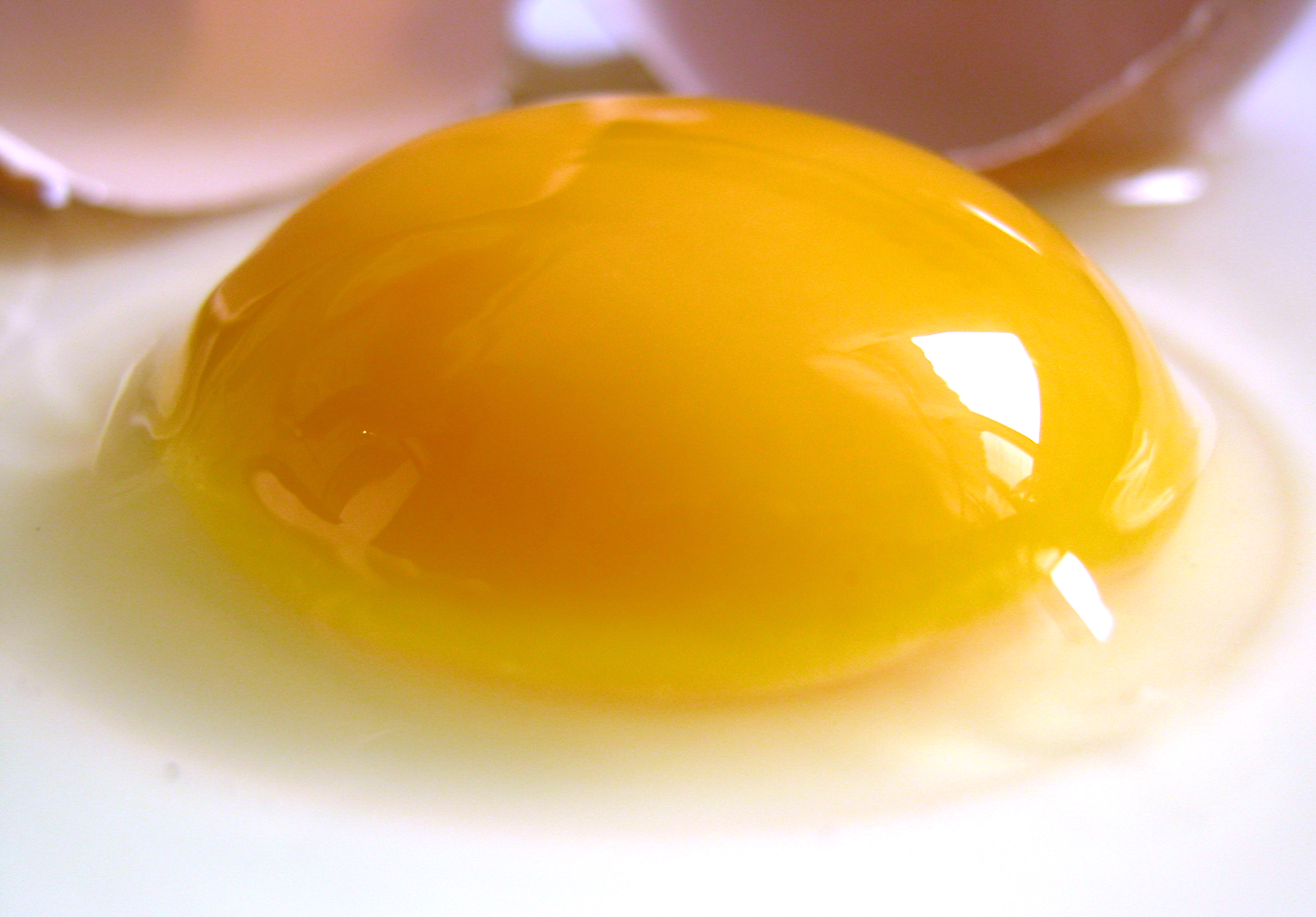
Uovo aperto, mostrando le diverse parti: l'albume, in particolare, è dove si trovano grandi quantità di ovoalbumine.

L'ovoalbumina è una delle principali proteine dell'albume dell'uovo (60-65% delle proteine totali). Appartiene alla superfamiglia delle serpine anche se, a differenza della maggioranza di queste, l'ovoalbumina non è in grado di inibire ogni enzima proteolitico. La funzione biologica dell'ovoalbumina non è nota, anche se si presume sia una riserva di proteine per il cucciolo del volatile. Altri autori segnalano la capacità che possiede l'ovoalbumina di annullare gli enzimi digestivi e, per questa ragione, ritengono che sia un meccanismo protettore contro i batteri esterni che possono aggredire l'uovo. Le principali proteine dell'uovo sono: conalbumina (14%), ovomucoide (11%), lisozima (3,5%), ovomucina (1,5%), flavoproteine (0,8%), avidina (0,05%) e altre (8%).

## Caratteristiche
L'ovoalbumina è stata una delle prime proteine cristallizzate in laboratorio. È la principale proteina della chiara di uovo, nella quale rappresenta intorno al 55% del totale di proteine. Questa proteina si altera facilmente all'agitare l'albume, creando una schiuma molto resistente. È una proprietà importante nella tecnologia alimentare, oltre al fatto che contiene tutti gli amminoacidi essenziali nelle proporzioni più adeguate. È una fosfoglicoproteina integrata da tre frazioni, A1, A2 e A3, in una proporzione di 85:12:3, rispettivamente, che si differenziano per il contenuto in fosforo. È ricca di cisteina e metionina e presenta gruppi sulfilidrici (è l'unica delle proteine di uovo che possiede questa caratteristica) che contribuiscono a dare il sapore all'uovo.
L'ovoalbumina delle uova di gallina è formata da una catena di 385 amminoacidi, e possiede un corpo molecolare relativo di 45 kDa. Si tratta di una glucoproteina con quattro posizioni di glicosilazione.

## Applicazioni mediche
Nei casi speciali di intossicazione per metalli pesanti (come il ferro) si possono somministrare dosi di ovoalbumina, che per la presenza di unioni solfidriche cattura gli ioni dei metalli pesanti. La sua coagulazione dopo il processo di assorbimento previene quello dei metalli nel tratto gastrointestinale, evitando l'avvelenamento.
In alcuni casi, si usa per alleviare bruciature o come rigeneratore della pelle.

## Altre caratteristiche
- Esistono allergie alimentari alle uova dovute a questa particolare proteina dell'uovo.
- La proteina coagula a 80 °C e si può fornire in combinazione con carboidrati per rigenerare a volatili deboli.
- Si usa come sostituto dell'uovo in certi prodotti alimentari, come l'albumina disidratata.[6]
- Si usa pura (generalmente in compresse), nell'alimentazione sportiva legata al culturismo, come un supplemento di proteine alla dieta.